# Fédération en Allemagne

Structure des niveaux de pouvoir en Allemagne

La Fédération est en Allemagne le niveau de pouvoir correspondant aux organes et aux compétences valant pour l’ensemble du pays, par division avec le niveau des Länder (les États fédérés) et de leurs propres unités territoriales. Les Länder ont chacun un système politique propre (constitution, parlement, gouvernement), des administrations et des juridictions, mais leurs compétences découlent de la Loi fondamentale et c’est en la Fédération que réside la souveraineté.

## Compétences
Les normes adoptées au niveau fédéral sont placées dans la hiérarchie des normes au-dessus de celles adoptées au niveau des Länder, en vertu des dispositions de la Loi fondamentale (en allemand : Bundesrecht bricht Landesrecht ; en français : « Le droit fédéral prime le droit provincial », art. 31 GG). Le Bundesrat assure le concours des  Länder au processus législatif pour les matières ne relevant pas d’une compétence exclusive de la Fédération, mais d’une compétence partagée avec eux.
Les compétences exclusives de la Fédération incluent la diplomatie, la sécurité extérieure et intérieure, la monnaie, le droit de la nationalité, les transports aériens, et les postes et télécommunications.
La Fédération a également une compétence concurrente avec les Länder dans des domaines requérant une législation uniforme dans l’ensemble du pays, entre autres le droit civil et pénal, l’aide sociale, le droit commercial, le droit du travail, l’assurance sociale et la circulation routière (art. 74 GG).

## Organes

### Institutions
Les principaux organes constitutionnels de la Fédération sont :
- le Deutscher Bundestag, qui représente le peuple allemand dans son ensemble ;
- le Bundesrat, représentation permanente des Länder auprès de la Fédération ;
- le président fédéral, chef de l’État ;
- le chancelier fédéral, chef de gouvernement ;
- le Gouvernement fédéral, qui exerce le pouvoir exécutif ;
- le Tribunal constitutionnel fédéral, juridiction constitutionnelle suprême ;
- l’Assemblée fédérale, constituée pour l’élection du président fédéral.

### Administrations
L’action de la Fédération est mise en œuvre par 428 administrations fédérales (Bundesbehörde). Elles sont organisées en quatre niveaux hiérarchiques, et la majorité (340) sont déconcentrées. Elles sont placées sous l’autorité du Gouvernement fédéral.
Les fonctions administratives relevant principalement des Länder, la Fédération n’emploie que 10 % environ du nombre total des fonctionnaires publics, soit 500 000 personnes en comptant les intérimaires et les personnels militaires.

### Juridictions
La Fédération dispose de cinq tribunaux fédéraux, placés au sommet de leurs ordres (art. 95 al. 1 GG) :
- la Cour fédérale, à Karlsruhe, pour la juridiction ordinaire ;
- le Tribunal administratif fédéral, à Leipzig, pour la juridiction administrative ;
- la Cour fédérale des finances à Munich, pour la juridiction financière ;
- le Tribunal fédéral du travail, à Erfurt, pour la juridiction du travail ;
- le Tribunal social fédéral, à Cassel, pour la juridiction sociale.

## Budget
Le budget fédéral prévoit 270,5 milliards d’euros de dépenses pour l’année 2007. Le premier poste correspond au ministère fédéral du Travail et des Affaires sociales, qui représente à lui seul 124 410 millions d'euros, et le deuxième est la dette publique avec 40 496 millions d'euros. 